# 高氏 (徇忠县君)
高氏（?—?），唐朝女性人物，古玄应之妻。
在后突厥默啜南征时，高氏固守飞狐县县城，免于被突厥所攻陷，突厥引去。武则天下诏：“不久前默啜攻城，都担忧城池陷没。男子固守，还害怕不能坚守，妇人心怀忠义，不怕流矢，由此人人感动激奋，危城重安。如果不褒升，何以奖劝他人！古玄应之妻高氏可封为徇忠县君。”